# María Teresa Frenk
María Teresa Gabriela Frenk Mora (Ciudad de México, noviembre de 1960) es una pianista y concertista mexicana. Fue directora de la Facultad de Música de la UNAM del 2016 al 2024.

## Trayectoria profesional
Estudió la Licenciatura en Piano por el Conservatorio Nacional de Música del Instituto Nacional de Bellas Artes. Estudió con los pianistas Bertha Castro, Olga Viveros de Durón, Manuel Delaflor, Nadia Stankovitch y José Ordóñez. Realizó estudios de posgrado en la Escuela Superior de Artes de Berlín con Georg Sava. Adicionalmente tomó cursos de perfeccionamiento con Jörg Demus, Marcelle Heuclin, Guido Agosti, Jorge Bolet, Angélica Morales, Fritz Steinegger, Igor Tcherniavsky, Edith Picht-Axenfeld, Manuel Delaflor y el Trío Schubert de Viena.
Es profesora de tiempo completo de piano y música de cámara en la Facultad de Música de la UNAM. Ha tocado con algunas de las más reputadas orquestas de México. Su carrera se ha centrado, principalmente, en la recuperación de la música de cámara de compositores mexicanos. Ha ocupado los siguientes puestos: Coordinadora Nacional de Música y Ópera del INBAL (2009) y Directora de la FaM - UNAM (2016 a la fecha).

## Discografía
- Tomás León, Música para Piano (CENIDIM, 1994).
- El siglo XX en México, Antología pianística (vol. I: 1900-1950, FONCA-QUINDECIM, 1997 y vol. II: 1950-2000, FONCA-QUINDECIM, 2000).
- Música Mexicana para flauta y piano, junto a Rafael Urrusti.
- Tres Compositores, tres generaciones, al lado del violonchelista Ignacio Mariscal (FONCA-QUINDECIM, 2002).
- Beethoven, Cello & Piano Sonatas, con Ignacio Mariscal (QUINDECIM, 2002).
- Resonancias Nocturnas, siete obras de cámara de Leonardo Coral.
- Luces y sombras, con música de Leonardo Coral (FONCA/TEMPUS).
- Orígenes, formas y estampas quijotecas, con música de Leonardo Coral (FONCA/TEMPUS).
- Mousai, con música de María Granillo (FONCA/URTEXT).